# Club Atlético Regional
El Club Atlético Regional, o simplemente conocido como Regional, es una institución deportiva de la ciudad de Resistencia, capital de la Provincia del Chaco, Argentina. Fue fundado el 12 de octubre de 1933 y su principal disciplina deportiva es el fútbol.
Se fundó a partir de un grupo de directivos y funcionarios pertenecientes al antiguo Hospital Regional (hoy Hospital Julio C. Perrando) y directivos y obreros de la Fábrica de Aceites "La Comero", ubicada en cercanías de la Estación Central de Resistencia del exFerrocarril Central Norte Argentino. Con el nombre del club y sus colores patrios, se le rindió homenaje al Gran Centro de Salud, mientras que la masa societaria provenía de la fábrica aceitera.
Además del fútbol, en sus variantes masculina y femenina, otros deportes que se destacan en este club son hockey, taekwondo, ritmo latino y judo.
Con relación a la actividad futbolística, está afiliado a la Liga Chaqueña de Fútbol, entidad de la que supo proclamarse 8 veces campeón de su primera división, siendo su última consagración en el Apertura de Primera División 2022. Por sus logros deportivos, se encuentra entre los clubes más laureados de la Liga Chaqueña. Pese a ello, también sufrió altibajos deportivos que incluyeron descensos de categoría, habiendo tenido su último ascenso en 2018, con título incluido.
Al mismo tiempo y debido a sus actuaciones en el ámbito local, supo participar en los torneos nacionales de ascenso, para clubes indirectamente afiliados a la AFA. En este aspecto, Regional se convirtió en el primer equipo chaqueño en disputar la Copa de la República "General de División Pedro Pablo Ramírez", el cual a su vez, fue el primer torneo que reunió a los equipos directamente afiliados a la AFA, con los campeones de todas las ligas regionales del país (en este caso, equipos indirectamente afiliados a la AFA). En efecto, Regional tomó parte en la primera edición jugada en 1943, arribando a cuartos de final, donde fue eliminado por Huracán de Parque Patricios. Posteriormente, tuvo más participaciones en categorías de ascenso, teniendo su participación más reciente, en el Torneo Regional Federal Amateur 2023-24.
Oficia de local en su propio estadio, ubicado en Avenida Lisandro de la Torre 2131, ocupando el terreno delimitado por la mencionada avenida y las calles Fortín Aguilar, Los Hacheros y Fortín Los Pozos, en el barrio Villa Libertad. Anteriormente, el club poseía un complejo deportivo ubicado en el terreno delimitado por las avenidas Castelli y Las Heras y la calle Franklin, el cual le fue expropiado en 1950, para inicialmente construir la sede del Hogar Escuela de la Fundación Eva Perón, pero que finalmente fue destinado a la construcción del Campus Resistencia de la Universidad Nacional del Nordeste. Finalmente, el club se mudó y estrenó sus actuales instalaciones el 25 de septiembre de 1954. Este estadio, fue sometido a un proceso de remodelación, por el cual se dispuso la construcción de una tribuna de cemento con capacidad para 1100 espectadores, lindera a la calle Los Hacheros, además de vestuarios, sanitarios, sala de primeros auxilios, SUM, cantina, depósitos, oficina administrativa y dos cabinas de transmisión. Este primer paquete de obras fue inaugurado el 8 de febrero de 2021. A pesar de no poseer un nombre propio, el estadio recibe a sus visitantes con una leyenda en su entrada principal que reza "Regional, el Expreso de Villa Libertad".
Sus clásicos rivales son el Club Atlético Central Norte Argentino y el Club Atlético Resistencia Central. Con el primero, disputa el clásico histórico, también llamado El Clásico de las Vías, por tratarse de dos instituciones surgidas a la vera de las vías del entonces Ferrocarril Central Norte Argentino. En tanto que con el segundo, disputa el Clásico del Sur, motivado a raíz del traslado de Regional a la Zona Sur de la Ciudad, la cual era bastión histórico de Resistencia Central.

## Historia
El Club Atlético Regional de fundó el 12 de octubre de 1933, como parte de una iniciativa llevada adelante por un grupo de trabajadores del entonces Hospital Regional (hoy Hospital Julio C. Perrando) y obreros pertenecientes a la Fábrica de Aceites "La Comero". Los socios fundacionales del club fueron los directivos y operarios de la fábrica de aceites, mientras que los jugadores eran miembros del plantel del Hospital.
El club fue fundado bajo el nombre de Club Sportivo Regional y tanto con su nombre, como con sus colores patrios, se hacía homenaje al gran Centro de Salud. Como detalle de ello, en su primer escudo se pintó una cruz blanca, en homenaje al símbolo médico mundial. 
En sus primeros años, el club se había instalado en el terreno delimitado por las actuales avenidas Las Heras y Castelli y calle Franklin. La infraestructura del club se había convertido en objeto de atención y atracción por parte de diferentes deportistas, ya que además de su cancha de fútbol, el predio comprendía una cancha de baloncesto, una pista de atletismo, canchas de tenis y de bochas y hasta un velódromo. Este predio se encontraba frente a la fábrica de aceites, cuya cercanía con la Estación Central Resistencia del Ferrocarril Central Norte Argentino (hoy Ferrocarril General Belgrano), le permitía la utilización de los trenes expresos para movilizar su producción, o bien trasladar su materia prima. De esta última alternativa, nacería el que sería el apodo distintivo del club: "El Expreso".
Durante sus primeros años, comenzaron a hacerse notar las figuras de Sixto Laconich, Luis Claudiani, Victorio Vecchi, Oscar Ernesto Soto y Jorge Maidana, como dirigentes históricos y destacados para la institución.
Sin embargo, a pesar de toda esta pujante infraestructura, una ordenanza municipal promulgada el 27 de junio de 1950, decretó la expropiación del Complejo Deportivo del Club Regional, con el fin de construir en dicho terreno la sede del Hogar Escuela de la Fundación Eva Perón, proyecto que finalmente fue descartado y reemplazado por el actual Campus Resistencia, de la Universidad Nacional del Nordeste. Si bien, el plazo de desalojo se estipulaba a 30 días, Regional pudo resistir un tiempo más prolongado, hasta que finalmente en 1951 terminó por hacerse cumplir dicha ordenanza. En esa temporada, el club se despidió de su viejo polideportivo con una goleada por 4-0 a Independiente de Tirol y comenzó un proceso de reconstrucción que duró 3 años, hasta la inauguración el 25 de septiembre de 1954, de su nuevo estadio, localizado en Villa Libertad y donde hasta el día de hoy, el Expreso oficia de local. Sus primeras obras de infraestructura fueron posibles gracias a la venta de Nelson Martínez al Club Atlético Sarmiento. Con el paso del tiempo y gracias a sus actuaciones en los torneos locales, Regional comenzó a hacerse un espacio de relevancia dentro del ámbito liguista, llegando a tener participaciones en los torneos nacionales de ascenso, para equipos indirectamente afiliados a la Asociación de Fútbol Argentino. De esta forma, el ahora "Expreso de Villa Libertad", comenzaba a afirmarse dentro de la Liga Chaqueña de Fútbol, escribiendo múltiples páginas doradas en su historia deportiva.

## Estadio
Regional nació a partir de la iniciativa de los empleados de una fábrica de aceite que a principios del siglo pasado estaba ubicada en Las Heras y Castelli. Contó en su momento con un amplio campo de deportes, con canchas de básquetbol, fútbol y pista de atletismo.
Ese terreno le fue expropiado para construir allí el Hospital Regional, pero luego se decidió instalar allí la Universidad Nacional del Nordeste. Todo ese terreno que hoy ocupa la alta casa de estudios, fue un gran campo de deportes. Pero al mudarse a Villa Libertad, Regional se convirtió en un ícono de esa zona, sumando muchísimos hinchas y escribiendo páginas y páginas de éxitos deportivos. 

El club en 2021 inauguró la primera parte de la obras que se están realizando en el club.

## Uniforme
Los colores del club son el Rojo y Blanco, su uniforme es una camiseta Roja con franjas verticales blancas, pantalón rojo y medias blancas.

## Palmarés
- Liga Chaqueña de Fútbol (8): 1939, 1943, 1946, 1992, 1993, Apertura 1995, Apertura 2010, Apertura 2022.

## Rivalidades
A nivel de la Liga Chaqueña de Fútbol, Regional cuenta con dos clásicos rivales: Central Norte y Resistencia Central.

### Clásico de las Vías
Es el duelo que enfrenta a Regional, con el Club Atlético Central Norte Argentino. Fundado en 1926, el CACNA surgió de la base de un grupo de obreros y mecánicos de los talleres del Ferrocarril Central Norte Argentino (hoy Ferrocarril General Belgrano), ubicados sobre la intersección de las calles Rodríguez Peña y Lisandro de la Torre, junto a la Estación Central de Trenes de Resistencia. Fue por ello que el club adoptó su denominación y sus jugadores comenzaron a ser conocidos como Los Ferroviarios. Por su parte, Regional había sido fundado en 1933, a partir de un grupo de directivos y funcionarios del Hospital Regional (de allí el nombre del club) y directivos y obreros de la Fábrica de Aceites "La Comero", instalada en la intersección de las Avenidas Castelli y Las Heras, vecino a la citada estación de trenes. Debido a que la Fábrica recurría a los trenes expresos, para poder sacar su producción o movilizar su materia prima, de esa alternativa fue que surgió el apodo distintivo del club: "El Expreso". Debido a esa cercanía, las disputas entre los operarios ferroviarios y los de la fábrica de aceites comenzó a crecer, dando origen a esta rivalidad clásica. El enfrentamiento se extendió hasta el presente, aunque a pesar de que ambas instituciones supieron tener participaciones en categorías nacionales de ascenso, el duelo sólo tuvo sus capítulos en el ámbito de la Liga Chaqueña de Fútbol.

### Clásico del Sur
Es el duelo que sostiene Regional con el Club Atlético Resistencia Central. Si bien inicialmente Regional tuvo sus primeras instalaciones en cercanías de la Estación de trenes del Ferrocarril Central Norte Argentino (hoy Ferrocarril General Belgrano), dando inicio a una rivalidad clásica con el Club Atlético Central Norte Argentino, su posterior traslado hacia el barrio Villa Libertad, en el sur de la Ciudad de Resistencia, le generó una nueva rivalidad con Resistencia Central, que ubicado en el barrio Villa Marín, acaparaba la simpatía de los aficionados de la zona sur de la ciudad. Más allá de los episodios vividos en el ámbito de la Liga Chaqueña de Fútbol, esta rivalidad cuenta con dos episodios a nivel nacional, habiendo ocurrido los mismos durante la fase de grupos del Torneo del Interior 2012, donde los clásicos rivales formaron parte de la Zona 56. El cotejo de ida jugado en el Estadio Baltazar Colombo de Resistencia Central, fue ganado por el elenco local por 3-1, mientras que el cruce de vuelta jugado en el Estadio de Regional, finalizó en un empate 2-2, lo que deja una leve ventaja a favor del "Albo" en el historial nacional.
| Historial Resistencia Central-Regional a nivel nacional | Historial Resistencia Central-Regional a nivel nacional | Historial Resistencia Central-Regional a nivel nacional | Historial Resistencia Central-Regional a nivel nacional | Historial Resistencia Central-Regional a nivel nacional | Historial Resistencia Central-Regional a nivel nacional | Historial Resistencia Central-Regional a nivel nacional | Historial Resistencia Central-Regional a nivel nacional | Historial Resistencia Central-Regional a nivel nacional |
| Torneos                                                 | Temporadas                                              | PJ                                                      | Ganó RC                                                 | PE                                                      | Ganó RG                                                 | Goles RC                                                | Goles RG                                                | Ref.                                                    |
| ------------------------------------------------------- | ------------------------------------------------------- | ------------------------------------------------------- | ------------------------------------------------------- | ------------------------------------------------------- | ------------------------------------------------------- | ------------------------------------------------------- | ------------------------------------------------------- | ------------------------------------------------------- |
| Torneo del Interior                                     | 2012                                                    | 2                                                       | 1                                                       | 1                                                       | 0                                                       | 5                                                       | 3                                                       | [ 13 ]                                                  |